# Ernst W. Kunz
Ernst Wilhelm Kunz (* 8. September 1912 in Henschhausen; † 19. Februar 1985 in Ludwigshafen am Rhein) war ein deutscher Maler und Bildhauer.

## Biographie
Ernst W. Kunz lebte ab 1918 in Saarbrücken. Von 1929 bis 1931 absolvierte er eine Malerlehre. Nach einer dreijährigen Lehrzeit von 1931 bis 1934 als Dekorationsmaler besuchte er die Kunstgewerbeschule Stuttgart. Von 1934 bis 1938 war er als Handwerker und freier Maler tätig. Es folgte von 1938 bis 1939 der Besuch der Akademie der Bildenden Künste München. Dort in der Lehre bei Hermann Kaspar begegnete Kunz u. a. Otto Pankok, Friedrich Schneidler, Karl Bonatz (Paul Bonatz?) und Olaf Gulbransson, welche ihn in seinen Arbeiten beeinflussten.
Von 1939 bis 1945 war Kunz Soldat der Wehrmacht und wurde auf den Kriegsschauplätzen in Frankreich, in Afrika und auf dem Balkan eingesetzt. Nach dem Krieg ließ er sich in Ursenbach im Odenwald nieder.
Ab 1948 folgten regelmäßige Studienaufenthalte in Frankreich (Fontvieille in der Provence). 1959 siedelte Kunz auf Einladung der Stadtverwaltung nach Ludwigshafen am Rhein über. 1962 war er Initiator und Wegbereiter der künstlerischen Anwendung des "Vollformguss-Verfahrens" unter Verwendung des neuen Kunststoffes Styropor. 1963 wurde er Gründungsmitglied der Künstlervereinigung Rhein-Neckar. 1964 erschien die Biografie von Berthold Roland Der Maler Ernst W. Kunz. 1973 erhielt Ernst W. Kunz die Slevogt-Medaille des Landes Rheinland-Pfalz. 1985 verstarb er in Ludwigshafen am Rhein. Zu seinen Ehren trägt in Ludwigshafen-Oggersheim in Neubaugebiet Melm eine Straße seinen Namen (Ernst-Kunz-Straße).

## Ehrungen
- Slevogt-Medaille des Landes Rheinland-Pfalz
- 1979: Verdienstkreuz am Bande der Bundesrepublik Deutschland
- 1982 Willibald-Kramm-Preis

## Werke und Wirken

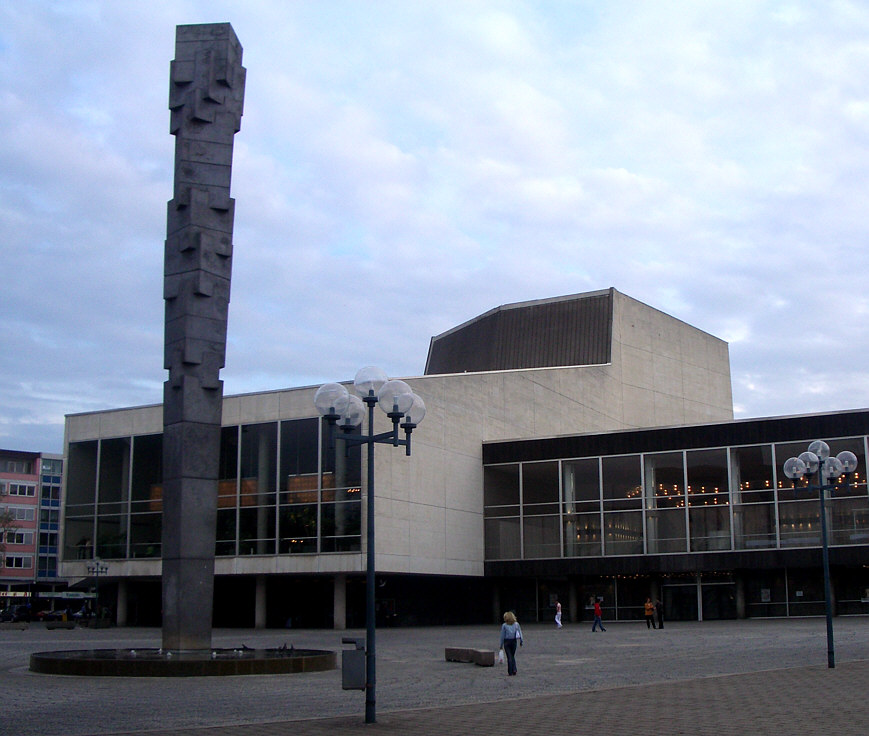
Pfalzsäule

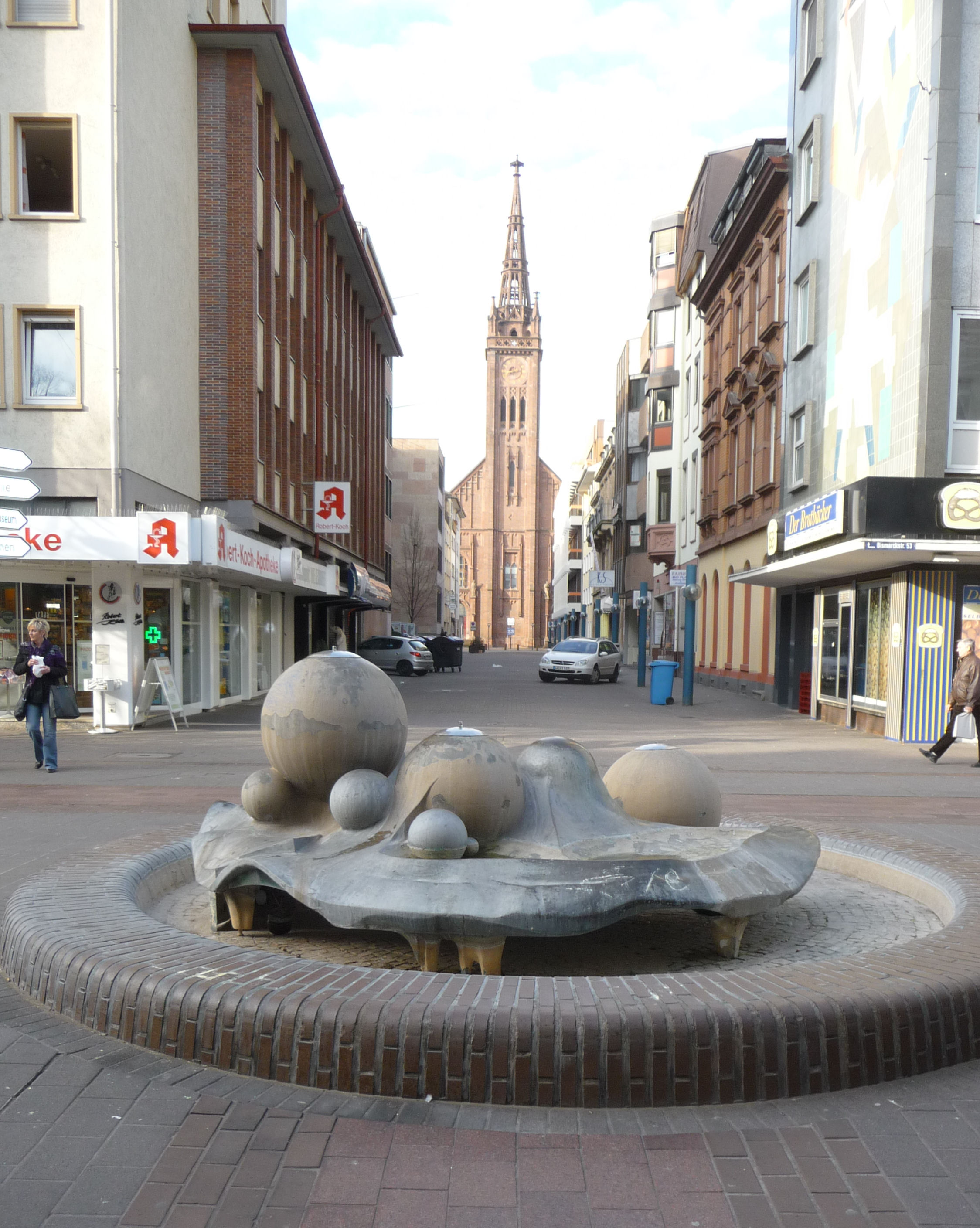
Knödelbrunnen

- 1958 Handwerkskammer Mannheim – Steinmosaik
- 1960 Bundesgerichtshof Karlsruhe – Plenarsaal in Naturstein-Gestaltung
- 1961 Ursulinen-Kapelle, Mannheim – Glasmosaik, Betonglas-Fenster
- 1962 Kath. Kirche St. Lioba, Mannheim – Betonglas-Fenster, Altar, Tabernakel
- 1964 Truppenunterkunft Speyer – Beton-Relief
- 1964 Kreiskrankenhaus Rastatt – Naturstein-Mosaik
- 1965 Kreiskrankenhaus Bretten – Alu-Guss
- 1965 Portland Zement, Verwaltungsgebäude Heidelberg – Beton-Freiplastik.
- 1966 Haus der Jugend, Ludwigshafen – Glasmosaik
- 1967 Schulzentrum Bensheim – Freiplastik
- 1968 Wiesbadener Bank, Wiesbaden – Naturstein-Wandgestaltung
- 1968 Neuer Pfalzbau in Ludwigshafen – Künstlerische Innen- und Außengestaltung:
  - Alu-Guss-Brüstungen
  - Opernvorhang
  - Naturstein-Mosaik, Betonrelief
- 1968 Pfalzbau, Ludwigshafen – Pfalzsäule. In Gemeinschaftsarbeit mit Blasius Spreng entstanden. Die Pfalzsäule vor dem Pfalzbau ist eine 21 Meter hohe Skulptur und gehört zu der Außenanlage des 1968 eingeweihten neuen Pfalzbaus, dem Theaterbau der Stadt Ludwigshafen.
- 1969 Bundesforschungsanstalt für Landwirtschaft, Braunschweig – Alu-Wandrelief
- 1969 Kath. Stadtkirche in Wiesloch – Altargestaltung, Portale
- 1971 Schulzentrum Östringen bei Bruchsal – Naturstein-Mosaik
- 1972 Festhalle Wörth – Treppenbrüstungen: Glasgussrelief, Aluguss-Gitterwerk
- 1973 Südwestliche Bauberufsgenossenschaft, Karlsruhe – Alu-Wandgestaltung
- 1974 Teppichhaus Engelhardt in Mannheim – Fassadengestaltung, Aluguss
- 1974 Kreiskrankenhaus Schwetzingen – Aluguss
- 1974 Krankenhaus in Geldern – Bronze-Gitterwerk
- 1975 Kath. Gemeinde-Zentrum, Speyer – Altar, Betonglasfenster, Tabernakel, Naturstein-Mosaik, Aluguss-Leuchter
- 1976 Fa. Kolben-Mahle, Verwaltungsgebäude, Stuttgart – Raumgestaltung, Aluguss
- 1977 Rechenzentrum Vereinigte AOK Südbaden-Pfalz, Eisenberg – Eisenguss-Wandgestaltung
- 1977 "Knödelbrunnen", Ludwigshafen – der Brunnen befindet sind in der Fußgängerzone und hat seinen Namen von den runden Kugelelementen.

## Kataloge
- Ernst W. Kunz, 122 S., 53 schwarz/weiß und Farbabbildung, Kunstverein Ludwigshafen e.V., 1982.[1]